# Bartolomeo Girolamo Laurenti
Bartolomeo Girolamo Laurenti (Bologna, 1644 – Bologna, 18 gennaio 1726) è stato un compositore e violinista italiano.

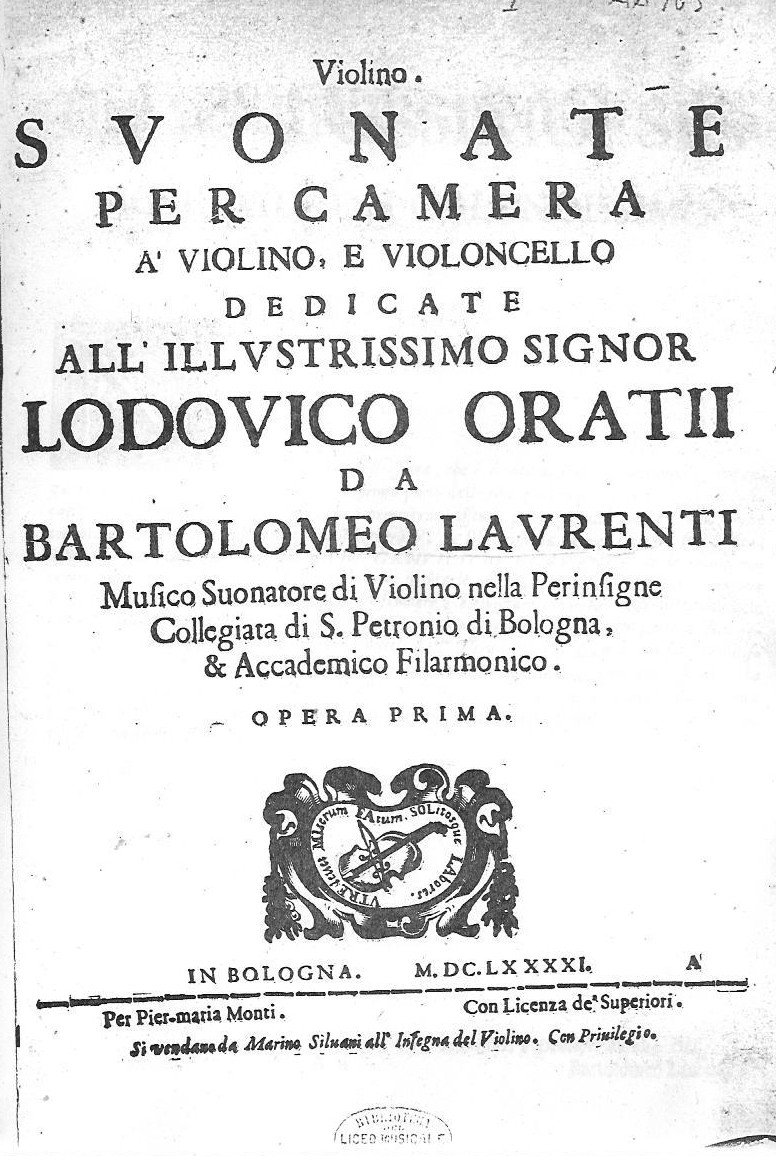
Frontespizio delle "Suonate per camera a violino e violoncello" Opera 1

Studiò violino con Ercole Gaibara. Fu tra i membri fondatori nell'anno 1666 dell'Accademia Filarmonica di Bologna e ricoprì il ruolo di primo violino nell'orchestra della Cappella musicale della Basilica di San Petronio, condividendolo per un certo periodo con Giuseppe Torelli. Prestò servizio anche in altre chiese bolognesi ed era invitato come virtuoso in varie città italiane. 
 Laurenti fu anche un esperto suonatore di viola d'amore e di viola angelica.
Alcuni studiosi ipotizzano che possa essere stato insegnante del Torelli e perfino di Arcangelo Corelli.

Furono musicisti anche i figli Girolamo Nicolò, violinista e compositore, Pietro Paolo, cantante e compositore, Antonia Maria detta La Coralli o Corallina, una delle più celebri cantanti d'opera del suo tempo, Angelo Maria, compositore e organista, Lodovico Filippo, compositore e violista.
Le opere pubblicate (tutte da editori bolognesi) si limitano alle [12] Suonate per camera a violino e violoncello opera I (1691), uno dei rari esempi di questo organico; i Sei concerti a tre, cioè violino, violoncello ed organo opera II (1720), purtroppo perduta, ed una sonata inserita nell'antologia Sonate per camera a violino e violoncello, edito da Carlo Buffagnotti verso l'anno 1700.